# Alboloduy
Alboloduy és una localitat de la província d'Almeria, Andalusia. El 2023 tenia 600 habitants.